# Norsk Fiskeværsmuseum
Norsk Fiskeværsmuseum er et museum på Å i Moskenes kommune i Nordland fylke. Museet omfatter en række bygninger og en fiskerbåd i det nedlagte fiskevær. Udstillingerne viser livet i fiskeværene langs norskekysten og arbejdet i lofotfisket de sidste 250 år. Kystmuseet blev stiftet i 1987 og åbnede året efter. Det har har modtaget offentlig støtte siden 1990.
Blandt bygningerne findes et bådhus, et trandamperi, en smedje, et bageri og et fiskerhjem.
I Å findes også Lofoten Tørfiskmuseum.

## Galleri
- Bådhuset.
- Udstilling i bådhuset
- Trandamperi til levertran.
- Bolig for fiskeres familier
- Smedjen.
- Billetkontor og administration på Norsk Fiskeværsmuseum
- Bageriet